# Stadion ragby Císařka
Stadion ragby Císařka – stadion do rugby w Pradze, stolicy Czech. Został otwarty w 1972 roku. Może pomieścić 1000 widzów. Swoje spotkania rozgrywają na nim rugbyści klubu RC Tatra Smíchov.
Stadion zespołu rugby RC Tatra Smíchov powstał w 1972 roku, kiedy klub otrzymał teren pod budowę własnego boiska. Obiekt wybudowano w przeciągu 5 miesięcy w czynie społecznym (tzw. „Akcja Z”). Grający na nim rugbyści RC Tatry Smíchov w latach 1995, 1997, 2003, 2007, 2008, 2013 i 2018 zdobywali tytuły Mistrzów Czech.